# Keepin' It Real
Keepin' It Real este al doilea album de studio al formației germane de hip-hop C-Block, care a fost lansat în 1998.

## Lista albumelor
| Nr. | Titlu                               | Producer(s)                                | Lungime |  |
| 1.  | „Intro”                             | Frank Müller, Ulrich Buchmann, Jörg Wagner | 1:40    |  |
| 2.  | „Broken Wings (Extended Version)”   |                                            | 5:10    |  |
| 3.  | „We Believe”                        |                                            | 4:48    |  |
| 4.  | „Eternal Grace (Extended Beat Mix)” |                                            | 4:30    |  |
| 5.  | „Motherless Child”                  |                                            | 4:58    |  |
| 6.  | „Life Goes On (Interlude)”          |                                            | 1:55    |  |
| 7.  | „Keepin' It Real”                   |                                            | 3:50    |  |
| 8.  | „Playa Hata”                        |                                            | 5:30    |  |
| 9.  | „Ghetto Generation”                 |                                            | 5:10    |  |
| 10. | „Bounce”                            |                                            | 4:24    |  |
| 11. | „Mama Please”                       |                                            | 3:52    |  |
| 12. | „You Win Again”                     |                                            | 4:08    |  |
| 13. | „First Love”                        |                                            | 4:02    |  |
| 14. | „Eternal Grace (Classic Radio Mix)” |                                            | 3:52    |  |